# برج کازابلانکا
برج کازابلانکا (به فرانسوی: Tour CFC First) یک آسمان‌خراش در مراکش است که در کازابلانکا واقع شده‌است.